# 丁
丁（てい、ひのと）は、十干の4番目である。
陰陽五行説では火性の陰に割り当てられており、ここから日本では「ひのと」（火の弟）ともいう。

## 概要
- 「丁」という漢字は、人間の頭部を象った象形文字である[1]。十干の四番目を指す単語に用いるのは仮借による。
- 十干を順位づけに使った場合には、丁は4番目の意味となる。かつては学校の成績は「甲乙丙丁」で表されており、丁は最下位であった。
- 西暦年の下一桁が7の年が丁の年となる。なお、年を表す時の別名は強圉[2]。
- 中国語の化合物命名法では、ブタン、ブチル基など、炭素を4つ含む化合物や官能基に付けられる。
- また、「丁」の字の形をしたもののことを「丁字形」と言い、そのような道路を「丁字路」（ていじろ）といい、道路交通法第2条（定義）5項でも「交差点 十字路、丁字路その他二以上の道路が交わる場合における当該二以上の道路（歩道と車道の区別のある道路においては、車道）の交わる部分をいう」と記載されている。近年では、「丁字路」のことを「T字路」と言う人も少なくない[3]。
- 反対側は、壬（みずのえ）。
- 恵方は、北北西やや北（345度）。

## 丁を含む干支
- 丁卯
- 丁丑
- 丁亥
- 丁酉
- 丁未
- 丁巳